# Monster Man – Die Hölle auf Rädern
Monster Man – Die Hölle auf Rädern ist ein US-amerikanischer Horrorfilm des Regisseurs Michael Davis aus dem Jahr 2003. Der Slasherfilm arbeitet mit viel schwarzem Humor, daher bewerten einige ihn auch als Horrorkomödie.

## Handlung
Adam und Hurley, zwei gute Freunde sind auf dem Weg in den Süden der USA. Dort möchte Adam die Hochzeit seiner Ex-Freundin verhindern, indem er ihr erneut seine Liebe gestehen will. Kumpel Hurley sorgt während der Fahrt durch derbe Späße für Stimmung. Bald nehmen sie die Tramperin Sarah mit, die nicht mit Reizen geizt und Adam verführt. Doch während der Fahrt werden sie von dem eigenartigen Fahrer eines Monster Trucks attackiert und gelangen daraufhin in einem Wüstenkaff in die Klauen eines Monsters.

## Kritiken
Das Lexikon des internationalen Films bezeichnete den Film als „Blutige Horrorkomödie, die eingefleischten Fans einige grausige Überraschungen“ biete.

## Einzelbelege
1. ↑   Freigabebescheinigung für Monster Man – Die Hölle auf Rädern. Freiwillige Selbstkontrolle der Filmwirtschaft, Februar 2004 (PDF; abgerufen am 11. März 2018).
2. 1 2  Monster Man – Die Hölle auf Rädern. In: Lexikon des internationalen Films. Filmdienst, abgerufen am 20. Januar 2022.